# United Nations Monitoring, Verification and Inspection Commission

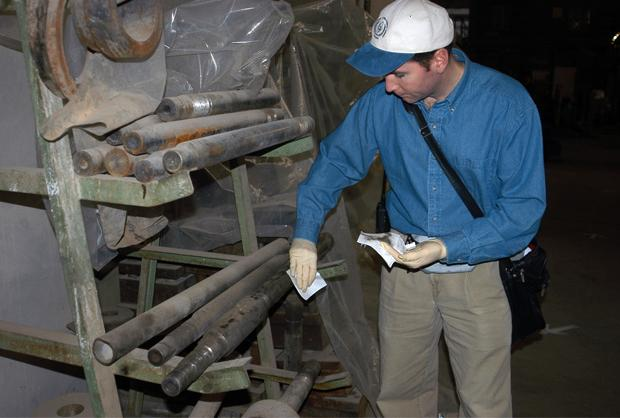
Un ispettore delle armi delle Nazioni Unite in Iraq nel 2002, poco prima della guerra in Iraq.

La Commissione di monitoraggio, verifica e ispezione delle Nazioni Unite (UNMOVIC) è stata istituita dopo l'adozione della risoluzione 1284 del Consiglio di sicurezza delle Nazioni Unite il 17 dicembre 1999 e la sua missione è proseguita fino a giugno 2007.
L'UNMOVIC aveva il compito di sostituire l'ex Commissione Speciale delle Nazioni Unite (UNSCOM)  per portare avanti il mandato di disarmare le armi di distruzione di massa irachene e per gestire un sistema di monitoraggio e verifica continuo per verificare il rispetto da parte dell'Iraq del suo obbligo di non riacquistare le stesse armi bandite dal Consiglio di Sicurezza.

## Storia e contesto
L'UNSCOM è stato creato con l'adozione della risoluzione 687 del Consiglio di sicurezza delle Nazioni Unite nell'aprile 1991.
La mancanza di cooperazione tra la Commissione Speciale delle Nazioni Unite e il governo iracheno, unita all'incapacità di Saddam Hussein nel fornire libero accesso agli ispettori delle armi delle Nazioni Unite, ha portato a attacchi aerei da parte di Stati Uniti e Gran Bretagna durante l'Operazione Desert Fox.  Insieme al fondato sospetto dell'interferenza e dell'infiltrazione della CIA nell'UNSCOM, L'intervento militare in Iraq dal 16 al 18 dicembre 1998, unito ai fondati sospetti sull'interferenza e l'infiltrazione della CIA nel Comitato Speciale, ha segnato la fine sostanziale della legalità del Comitato Speciale. Questi incidenti hanno portato alla sua chiusura e ad almeno un anno di pausa per quanto riguarda le ispezioni sulle armi in Iraq.